# Valotte
Valotte è il primo album del cantautore britannico Julian Lennon, pubblicato dalle etichette discografiche Charisma e Atlantic il 15 ottobre 1984.
L'album, disponibile su long playing, musicassetta e compact disc, è prodotto da Phil Ramone. L'artista firma per intero 7 dei 10 brani e partecipa alla stesura di altri 2.
Il disco viene anticipato dal singolo Too Late for Goodbyes, a cui fanno seguito Valotte e, l'anno dopo, Say You're Wrong e Jesse. 

## Tracce

### Lato A
1. Valotte
2. O.K. for You
3. On the Phone
4. Space
5. Well I Don't Know

### Lato B
1. Too Late for Goodbyes
2. Lonely
3. Say You're Wrong
4. Jesse
5. Let Me Be